# Хенри VI, део трећи
Хенри VI, део трећи (енгл. Henry VI, Part 3), познат и као 3 Хенри VI (енгл. 3 Henry VI), историјска драма Виљема Шекспира за коју се верује да је написана 1591, и смештена у време краља Хенрија VI од Енглеске.
Док се Хенри VI, део први бави губитком енглеских територија у Француској и политичким махинацијама које воде до Ратова ружа, а Хенри VI, део други описује неспособност краља да умири свађе својих великаша и неизбежност грађанског рата, Хенри VI, део трећи углавном описује ужасе тог рата, са доскора стабилном државом баченом у хаос и варварство, док се породице распадају и морални принципи заобилазе у борби за освету и власт.
Иако трилогија о Хенрију VI можда није написана хронолошким редоследом, три представе су често груписане заједно са Ричардом III да би се створила тетралогија која покрива читаву сагу Ратова ружа, од смрти Хенрија V 1422. до успона на власт Хенрија VII 1485. Управо је успех ове серије представа чврсто утврдио Шекспирову репутацију драмског писца.
Хенри VI, део трећи има најдужи монолог и највише сцена битака (четири на позорници, једну као извештај) међу свим Шекспировим драмама.

## Ликови
Краљева странка
- Краљ Хенри VI - краљ Енглеске

- Краљица Маргарета - супруга Хенрија VI

- Едвард, принц од Велса - њихов син

- Лорд Клифорд - војни заповедник

- Војвода од Сомерсета (комбинација Хенрија Бофорта, 3. војводе од Сомерсета, и Едмунда Бофорта, 4. војводе од Сомерсета, његовог млађег брата)

- Гроф од Нортамберланда

- Гроф од Вестморланда

- Гроф од Оксфорда

- Хенри, Гроф од Ричмонда (као дечак, касније Хенри VII, нема улога[б])

- Сомервил - гласник

Странка војводе Јорка
- Ричард Плантаџенет, трећи војвода од Јорка - претендент на престо

- Едвард Плантаџенет, Гроф од Марча - касније краљ Едвард IV, Јорков најстарији син

- Џорџ Плантагенет - касније Војвода од Кларенса, Јорков син

- Ричард Плантагенет - касније Војвода од Глостера, Јорков син

- Едмунд Плантагенет - касније Гроф од Ратланда, Јорков најмлађи син

- Роберт Аспел, Ратландов учитељ

- Гроф од Ворика

- Војвода од Норфолка

- Монтагју - Вориков отац у 1. чину, касније брат[в]

- Гроф од Пембрука (нема улога)

- Лорд Стафорд

- Лорд Хестингс

- Сер Виљем Стенли

- Сер Џон Мортимер - Јорков стриц

- Сер Хју Мортимер - Јорков стриц (нема улога)

- Сер Џон Монтгомери

- Леди Греј - касније краљица Елизабета, жена Едварда IV

- Лорд Риверс - њен брат

- Принц Едвард - Елизабетин и Едвардов син (нема улога)

Французи
- Краљ Луј XI од Француске

- Леди Бона Савојска - његова свастика

- Лорд Бурбон - Адмирал Француске (нема улога)

Други
- Томас Беверли, градоначелник Јорка

- Два већника из Јорка (неме улоге)

- Џон Брет, градоначелник Ковентрија (нема улога)

- Поручник Лондонске Куле (комбинација Џона Типтофа, 1. Грофа Вустера, и Џона Сатона, 6. Барона Дадлија)

- Син који је убио оца

- Отац који је убио сина

- Дадиља (нема улога)

- Племић

- Два ловочувара

- Три стражара

- Ловац

- Гласници, војници, добошари, слуге, итд.

## Теме

### Освета
Једна од најочитијих тема представе је освета, коју различити ликови много пута наводе као покретачку снагу свог деловања. У различитим тачкама представе, Хенри, Нортамберленд, Вестморланд, Клифорд, Ричард, Едвард и Ворик наводе жељу за осветом као главни фактор који води њихове одлуке, а освета постаје заједнички циљ између обе стране сукоба, док свака страна настоји да исправи очигледне неправде које је починила друга; "У трећем Хенрију VI, сведоци смо коначне деградације витештва: ова представа садржи неке од најстрашнијих сцена у Шекспировом канону, док енглески ратници жртвују своју част бесавесној етици освете." 
Тема освете уведена је у уводну сцену. Угледавши Јорка како сједи на краљевском престолу, Хенри подсећа своје савезнике на њихов сукоб с јоркистима у покушају да их мотивише; "Грофе од Нортамберленда, [Јорк], убио је оца вашег, / и вашег лорде Клифорде, и обојица сте се заклели на освету / Њему, његовим синовима, његовим миљеницима и његовим пријатељима" (1.1.54–56). Нортамберленд на ово одговара са „Ако не будем, нека ми се освети небо“ (1.1.57). Касније, након што Хенри препушта круну кући Јорка и напуштају га Клифорд, Вестморланд и Нортамберленд, Ексетер објашњава: „Они траже освету и зато неће попустити“ (1.1.191). Касније, након што је Едвард постављен за краља, Оксфорд одбија да га призна, тврдећи "Да га назовем мојим краљем, чијом је штетном вољом / мој старији брат Лорд Обри Вере / убијен? И више од тога, мој отац" ( 3.3.101-102).
Освета, међутим, није ограничена на Ланкастријанце. Сазнавши за смрт свог оца, Ричарда је готово обузела манична жеђ за осветом;
Не могу плакати, јер сва влага мога тела
Једва служи да угасим моје срце које гори као пећ,
Ни мој језик не може да олакша велико оптерећење мог срца,
Јер исти ветар којим бих требао говорити духовито
Распламсава угљен који ми пуца у свим грудима
И пече ме пламеном који би сузе угасиле.
Плакати значи смањити дубину туге;
Сузе су за децу, ударци и освета за мене.
Ричарде, носим твоје име, осветићу твоју смрт,
Или умрети познат што сам покушао.
(2.1.79–88)

#### Ворик
Слично томе, чувши за смрт свог брата, Ворик се заклиње: "Овде на коленима се заклињем Богу горе / никада више нећу застати, никад нећу мировати, / све док смрт не затвори ове моје очи / или срећа ми да меру освете "(2.3.29–32). Током свог боравка у Француској, Ворик поново наводи освету као део свог разлога за придруживање Ланкастријанцима; "Да ли сам допустио оно насиље учињено над мојом нећакињом?" (3.3.188. - ово је референца на инцидент наведен и у Халу и у Холиншеду, где је Едвард покушао силовати или Ворикову кћер, или његову нећакињу; "Едвард је једном покушао нешто у Грофовој кући што је било много против Грофовог поштења (да ли је раздевичио његову ћерку или нећакињу, није сигурно познато) јер је краљ Едвард сигурно тако нешто покушао "). Тек неколико редова касније, Ворик узвикује: "Осветићу [Едвардову] увреду Леди Боне" (3.3.197.). Такође признаје да му је освета основни мотив при приступу Ланкастријанцима, а не преданост њиховом циљу; "Ја ћу бити главни који ће поново срушити [Едварда], / не зато што жалим Хенријеву јад, / али тражим освету због Едвардовог подсмеха" (3.3.264–266). Заправо, можда је Ворик тај који сумира етику освете у представи; у чину 2, сцена 6, проналазећи Клифордово тело, Ворик наређује да Клифордова глава замени Јоркову на капији града, изјављујући да „Мера за меру мора да буде одговорна“ (л.54).

#### Клифорд
Од свих ликова који заговарају освету, Клифорд је далеко најстраснији. Његова опседнутост осветом због смрти његовог оца потиче од пре него што представа почне, у претпоследњој сцени Хенрија VI, део други;
Јели ти сућено, драги оче,
Провести младост у миру и постићи
Сребрну ливреју старости,
И тако у твом поштовању, уместо у столици
Умрети у боју грубијана? Чак и на овај призор
Моје срце је претворено у камен; и док је моје
Биће камено. Јорк не штеди наше старце;
Нећу ни ја више њихову децу. Сузе девичанске
Биће ми као роса на ватру,
И лепота коју тиранин роди
На мој пламени гнев биће уље и лан.
Од сада нећу имати везе са сажаљењем.
Сретнем ли дете из Јоркове куће,
У толико комадића ћу га исећи
Као што је учинила дивља Медеја младом Абсирту.
У окрутности ћу потражити своју славу.
(5.2.45–60)
Почетком трећег дела Хенрија VI, Клифорд јасно даје до знања да се ништа није променило у његовој жељи да освети очеву смрт. Кад Ворик спомене његовог оца, Клифорд одговара: "Не тражи више, да уместо речи, / не пошаљем ти, Ворик, таквог гласника / који ће осветити његовусмрт пре него што се пробудим" (1.1.99–101). Касније, одбијајући да се приклоним Јорку, Клифорд узвикује „Нека се та земља отвори и прогута ме живог / Где ћу клекнути ономе који је убио мог оца“ (1.1.162–163). Убиство Рутланда је посебно важно у смислу Клифордове потраге за осветом, јер је сцена препуна расправе о границама и моралним импликацијама извршења освете на некоме ко у првом реду није погрешио;
РУТЛАНД
Слатки Клифорде, чуј моје речи пре него што умрем:
Сувише сам злобан субјект за твој гнев;
Освети се људима и пусти ме да живим.
КЛИФОРД
Узалуд говориш, сироти дечко: крв мога оца
Запушила је пролаз где би требало да уђу твоје речи.
РУТЛАНД
Онда пусти крв мог оца да га поново отвори:
Он је мушкарац и Клифорд нек се носи с њим.
КЛИФОРД
Да су ми овде твоја браћа, њихов живот и твој
Нису ми довољни за освету:
Не, ако бих ископао гробове твојих предака
И обесио њихове труле ковчеге у ланце,
То не би могло угасити мој бес, нити ми олакшати срце.
Поглед на било кога од Јоркове куће
Је као фурија што ми мучи душу,
И док не истребим њихов проклети род
И не оставим ниједног живог, ја живим у паклу.
Стога -
(Подиже руку.)
РУТЛАНД
О, пусти ме да се молим, пре него што примим смрт!
Теби се молим; слатки Клифорде, смилуј се.
КЛИФОРД
Милост какву пружа врх мог мача.
РУТЛАНД
Никад ти нисам наштетио, зашто ћеш ме убити?
КЛИФОРД
Отац твој јесте.
РУТЛАНД
Али крив сам што сам рођен.
Имаш једног сина: због њега ми се смилуј,
Умањи освету, с обзиром да је Бог праведан,
Био је једнако јадно убијен, као и ја.
Ах, пусти ме да живим у затвору све дане,
А кад дам прилику за увреду,
Онда ме пусти да умрем, јер за сада немаш разлога.
КЛИФОРД
Нема разлога? Твој отац је убио мог оца; зато умри.
Убоде га.
РУТЛАНД
Dii faciant laudis summa sit ista tuæ.
КЛИФОРД
Плантаџенете, долазим Плантаџенете,
А крв овог твог сина што се лепи на моје сечиво
Рђаће на мом оружју, док твоја крв
Згрушана са овом, не натера ме да обришем обе.
(1.3.19–52)
Клифорд уништава све појмове морала и витештва у својој паској потрази за осветом, решен да нанесе кући Јорка исту врсту патње која му је нанета смрћу оца. Ово је кулминирало током мучења Јорка у чину 1, Сцена 4. Само неколико тренутака након што је заробио Јорка, Клифорд га жели одмах погубити, али спречава га Маргарет, која жели да разговара, и подсмева се Јорку пре него што га убије. Кад Маргарет каже Јорку да ће ускоро умрети, Клифорд брзо истиче: "То је моја дужност, за име мог оца" (л.109). Клифорд остаје релативно тих у читавом већем делу сцене, говорећи непосредно непосредно пре но што убоде Јорка, и опет, наводећи освету као главну у свом уму; "Ево за моју заклетву, ево за смрт мога оца" (л. 175).
Међутим, чак и уз смрт убице свог оца, чини се да је Клифорд опседнут осветом. Током свог двобоја са Ричардом у бици код Таутона, Клифорд покушава да изазове жељу за осветом Ричарда, истичући како је убио два члана Ричардове породице;
Сада, Ричарде, овде сам са тобом,
Ово је рука која је избола твог оца Јорка
А ово рука која је убила твог брата Рутланда,
А ево срца које се радује у њиховој смрти
И развесели ове руке које су убиле твог оца и брата
Да изврше слично на теби;
И тако је и код тебе.
(2.4.5–11)
Чак ни у тренутку властите смрти, Клифорд се не може ослободити освете, преносећи своју опседнутост на своје непријатеље, и претпостављајући да ће у његовој смрти имати меру освете, за коју он толико жуди; "Дођите Јорк и Ричард, Ворик и остали, / избо сам груди вашег оца и расекао му груди" (2.6.28–29).

### Моћ и суровост
Упркос превладавању освете у ранијим деловима представе, она губи значај као мотивациони фактор јер се природа сукоба мења и развија у борбу за власт, не обраћајући пажњу на пређашње антагонизме. Освета престаје да буде главна покретачка снага за многе ликове, док пожуда за преузимањем власти преузима вођство, и прошли сукоби су постали неважни, јер се свака страна очајнички бори за победу; "етика освете надмашена је брзим насиљем без икаквог другог циља осим преотимања власти." 
На пример, када Едвард и Ричард наговарају Јорка да прекрши заклетву Хенрију, Едвард каже: „Али за краљевство, свака заклетва може бити прекршена; / Ја бих прекршио хиљаду заклетви да владам једну годину“ (1.2.16–17 ), показујући тако привлачност коју моћ има за ликове и шта би они били спремни да је постигну. Касније, понављајући Ворикову изјаву о својим разлозима за придруживање Ланкастријанцима, Ричард је нагласио зашто је остао веран јоркистима; "Не остајем због љубави према Едварду већ према круни" (4.1.125.), Опет показујући привлачност моћи и подређеност свим осталим бригама, укључујући породичне односе. Други пример је када је принц Едвард убијен у чину 5, сцена 5. Његова смрт настаје зато што исмејава браћу Плантаџенет, а они губе стрпљење с њим, а не зато што изискују освету због постојеће свађе са његовом породицом. Слично томе, када Ричард убије Хенрија, његови мотиви немају никакве везе са сукобом његове породице и Хенрија. Убија га једноставно зато што Хенри стоји на путу његових покушаја да освоји трон. Како пише Мајкл Хатавеј, "породичне оданости можда су биле почетни узрок свађе, али вероватно је да ће публика која гледа 3 Хенрија VI осетити да је индивидуална амбиција, а не породична част, оно што подстиче вендете које прожимају представу. Обе [породице] изгледа да су заборавили да је свађа између њих (првобитно) била династичка: њихове тврдње о легитимитету и ауторитету у овој драми сада су потврђене само снагама које могу да прикупе " Као Џејн Ховел, редитељка адаптације ББЦ Шекспир тврди, „анархија је распуштена и преостаје вам врло различит скуп вредности - сваки човек за себе. Налазите се у времену промене у коме нема морала осим преживљавања најјачег - што је случајно Ричард. "
Представа приказује шта се дешава када се "нација окрене против себе у епском дивљаштву и раствори сопствене друштвене темеље."  Значајно је да у том смислу представа нема антагониста, а обе стране у сукобу су приказане као способне за злочине у потрази за победом. На пример, у уводним тренуцима представе види се Ричард који улази носећи главу војводе од Сомерсета, кога је убио крајем Хенрија VI, део други. Деградација витешких обичаја и људске пристојности наглашена је када Јорк реагује на Ричардов долазак 'разговарајући' са самом главом; "Али је ли твоја милост мртва, господару Сомерсете" (1.1.18). Мајкл Хатавеј види ову сцену као важан пролог представе у оној мери у којој „чин скрнављења означава гашење преосталог витешког кодекса уочљиве врлине, помрачење части главном силом.“ 
Други пример варварства које су извршили јоркисти јесте злоупотреба Клифордовог тела у Чину 2, Сцена 6, где Едвард, Ричард, Кларенс и Ворик сви подругљиво разговарају с лешом, подсмешљиво се питајући зашто им он не одговара. Ричардово поступање са Хенријевим телом у последњем призору још је један примјер недостатка поштовања према мртвима; Након Хенријеве смрти, Ричард убада леш изјављујући "Доле, доле у пакао, и реци да сам те ја послао тамо" (5.6.67).
Тако, с обзиром да моћ многи ликови виде као крајњи циљ, представа се такође бави темама нелојалности и издаје и приказује резултате политичког фракционализма и друштвеног слома; некад миран свет постепено пада у хаос, док варваризам и неморал долазе до изражаја. Како је Е.М.В. Тилијард описао трилогију Хенри VI; "Други део показао нам је убиство војводе Хамфрија од Глостера, успон Јорка, уништење двојице Хамфријевих убица и непријатељство двојице преживелих, Јорка и краљице Маргарет. Кроз ове догађаје земља је доведена до ивице хаоса. У трећем делу Шекспир нам показује сам хаос, потпуну превагу грађанског рата, чињење једног страшног дела за другим. У другом делу је остао неки витешки осећај [...] Али у трећем делу све пристојности витешког рата су напуштене. "

### Породични сукоб и распад породице
Као што освета уступа место жељи за моћи, тако и национални политички сукоб уступа место малој породичној свађи. На пример, представа се отвара после Прве битке код Светог Олбанса (1455) и одмах драматизује договор између Хенрија и Јорка да ће династија Ланкастер после Хенријеве смрти пренети трон на кућу Јорка. Међутим, у стварности је овај споразум постигнут не Првом битком ко Сент Олбанса, већ Битком код Нортхамптона 1460. године, коју је Шекспир одлучио да не драматизује. Штавише, правна нагодба којом је Хенри пристао да се одрекне круне у корист Јоркове куће након његове смрти настала је због дуге парламентарне расправе, а не због личног споразума између Хенрија и Јорка, како је приказано у представи. Као таква, опсежна политичка расправа у трајању од пет година, која укључује готово све великаше у земљи, сажета је у представи у непосредан договор између двојице људи, што илуструје личну природу сукоба.
Други пример лика који такође персонализује национални сукоб и претвара га из политичке борбе у личну потрагу је Клифорд, чија се жеља за осветом због смрти његовог оца чини да му је једини разлог за борбу. Чини се да Клифорд није забринут за Хенријеву способност да води земљу, а чини се да његова жеља за личном осветом надмашује било какав смисао да помогне кући Ланкастер јер вјерује да је то исправна ствар. Слично томе, Ворикове касније акције у представи, како и сам признаје, немају никакве везе са тим да Хенри остане краљ, већ се заснивају у потпуности на његовим личним осећањима према Едварду; више се бави рушењем куће Јорка него подизањем куће Ланкастер. Као такав, "савез Јорк-Ворик дегенерише у породичну свађу, још ситничавије у својој око-за-око предвидивости од свађа Јорка и Ланкастера." Иако су сукоби приказани у представи национални, многи ликови их третирају као личну свађу.
Ова концентрација на личне и породичне аспекте рата доводи до друге главне теме у представи; распад породице. Током представе, породичне везе су показане као крхке и непрестано угрожене. Прво кршење породичних веза долази када Хенри пристане да после смрти пренесе круну Јорковој кући. То разбаштини његовог сина и чини круну комадом преносног власништва, пре него симбол династичке баштине или краљевског наслеђивања. Сви Хенријеви следбеници успаничени су овом одлуком, нико више него Маргарет која узвикује,
Ах, јадни човече, да сам умрла као девојка
И никад те нисам видела, никад ти нродила сина,
Видевши да си се показао тако неприродним оцем.
Да ли је заслужио да на тај начин изгуби право рођења?
Да си га волео, упола тако добро као и ја,
Или осетио ту бол коју сам једном ја за њега,
Или га хранио као ја својом крвљу,
Тамо би оставио најдражу крв свог срца,
Уместо да си тог дивљачког војводу учинио својим наследником
И разбаштинио свог јединог сина.
(1.1217–226)
Маргарет није сама у својим напорима да убеди Хенрија да је његова одлука погрешна. Клифорд га такође покушава да убеди, тврдећи да су очеви који не преносе успехе својим синовима неприродни;
Амбициозни Јорк, тражио је твоју круну,
Са осмехом, док је плео своје љуте мисли.
Он, само војвода, сина би имао за краља
И покренуо своје питање попут правог оца,
Иако си краљ, благословљен са добрим сином
Дао си сагласност да га разбаштине,
Што те чини оцоцем без срца.
Неразумна бића хране своје младе,
И иако је човеково лице застрашујуће пред њиховим очима,
Ипак, у заштити својих младих,
Који их није видео, чак са тим крилима
Које су некад користили за страшни лет,
Ратују с њим који се попео на њихово гнездо,
Нудећи властити живот у одбрани својих младих?
За срамоту, мој господине, учини их твојим преседаном.
Зар није било штета што је овај добар дечко
Ако изгуби право по рођењу по очевој кривици,
И дуго после тога каже свом детету:
'Шта су добили мој прадед и деда,
Мој безбрижни отац је љубазно препустио?
Ах, срамота је била ово! Погледај дечака,
И нека његово мушко лице, које обећава
Успешно богатство, очеличи твоје меко срце,
Да задржиш своје и оставиш њему.
(2.2.19–42)
Хенри се, међутим, не слаже с Клифордом, тврдећи да преношење терета краљевства није нужно оно што отац треба учинити, јер не доноси награду када је та титула у првом реду била незаконито стечена ("ствари лоше стечене, увек носе лош успех ": Хенри мисли на збацивање и атентат на Ричарда II од стране свог властитог деде Хенрија IV). Разбаштинивши свог сина, чини се да Хенри штити принца, осигуравајући да никада неће трпети тешкоће које је и сам доживео када му је сопствени отац оставио узурпирано наследство („Сину ћу оставити своја добра дела иза себе, бар да ми отац више није оставио“);
Али Клифорде, реци, зар си икад чуо
Да су ствари лоше стечене, икада имале успеха?
И јели био срећан тај син
Чији је отац због згртања отишао у пакао?
Оставићу мом сину моја племенита дела иза себе,
И да ми отац више није оставио,
Све остало се држи тако
Да доноси хиљаду пута више бриге за задржавање
Него да поседујем било који део ужитка.
(2.2.45–53)
Иако Маргарет и Клифорд тврде да је Хенри уништио породицу у споразуму с Јорком, чини се да и сам Хенри осјећа да је учинио услугу својој деци и спречио их да доживе будуће патње.
Јорков договор са Хенријем нема само последице за Хенријеву породицу, већ има последице и за Јорка. Јорк вољно жртвује личну славу због наследника, бирајући да неће постати сам краљ уз обећање да ће уместо њега бити синови и унуци. Међутим, скоро одмах након његовог договора с Хенријем, Јоркова породица се распала. Чин 1, сцена 2 симболично почиње тако што се Едвард и Ричард свађају; "Нема свађе, већ незнатна препирка" (л.6). Чин 1, Сцена 3 затим приказује убиство Јорковог најмлађег сина, док је у Чину 1, Сцени 4, сам Јорк мучен и убијен, уз сазнање да је Рутланд већ мртав. У том смислу, Јорк функционише као симболички лик утолико што су "лични губици који подвлаче Јоркову политичку" трагедију "[увеличали] тему представе о уништавању породичних односа грађанским ратом." 
Распад Јоркове куће, међутим, не завршава се смрћу самог Јорка. Касније, у Чину 3, Сцена 2, Ричард даље разбија породицу откривајући своју амбицију да узурпира Едвардов престо и тиме разбаштини Едвардову децу, сопствене нећаке; "Ај, Едварде, часно употребљавај жене. / Да би био потрошен, срж, кости и све, / Да му из бедара не би никнула грана наде / Да би ме прешао из златног времена које тражим" (лл.124–127 ). Након убиства Хенрија, Ричард је затим изнео свој план да то постигне, обећавши да ће Едварда окренути против Кларенса:
Кларенсе пази, заклањаш ме од светлости,
Али ја ћу средити несносан дан за тебе,
Јер ћу шаптати у иностранство таква пророчанства
Да се Едвард уплаши за живот,
А онда да га очистим страха, ја ћу бити твоја смрт. (5.6.84–88)
У тој амбицији, Ричард се показао успешним, у потпуности уништавајући сопствену породицу у том процесу. 
Такође је важно за тему распуштања породице чин 2, сцена 5, где отац несвесно убија свог сина, а син невољно убија оца. Стјуарт Хемптон-Ривс  тврди да је та сцена симболична, и односи се на расправу о регрутовању у Енглеској током 1580-их и 1590-их. Холандски револт против Шпанског царства почео је 1568. године, и иако су Енглеска и Француска обе подржавале Холандију, званично су остале неутралне из страха да не разљуте Шпанце. Међутим, 1585. године Елизабета I је потписала споразум који је званично увео Енглеску у сукоб, уз обећање 6.500 војника (који је затим промењен у 8.000 војника) за Холанђане. Као таква, за снабдевање ових трупа била је потребна мобилизација и влада је на тај начин заменила традиционални феудални систем, при чему су локални племићи дизали војске од својих сопствених закупаца, националном војном обавезом. То није прошло без полемике, а инцидент у којем су учествовали очеви и синови алудира на обе праксе; феудални систем и национални систем. Кад је открио да је убио оца, син се жали: "Од краља сам из Лондона био потеран у војску./ Мој отац, као човек грофа Ворика, / Дошао је за Јорка, притиснут од свог господара "(2.5.64–66). Син је напустио породични дом и отпутовао у Лондон, где је након избијања рата уписан у краљеву војску. Отац је остао код куће и био је приморан да се придружи војсци локалног племића (тј. Ворика). Тако су завршили на супротним странама у сукобу, јер регионална стабилност уступа место националном нескладу и социјалном слому, а рат почиње буквално растурати породице.

## Екранизација
Британска телевизија ББЦ 2 извела је 2012-2016. комплетну екранизацију 8 највећих Шекспирових историјских драма, у облику мини-серије под насловом Шупља Круна (енгл. The Hollow Crown). Наслов серије узет је из стиха у драми Ричард II:
Јер у шупљој круни
Што окружује смртне слепоочнице краља
Смрт држи свој двор ...
- Ричард II, чин 3, сцена 2.
Прва сезона, која садржи 4 драме које образују прву тетралогију (Ричард II, Хенри IV, део први, Хенри IV, део други и Хенри  V) снимљена је 2012. Друга сезона, под насловом Шупља Круна: Ратови Ружа (енгл. The Hollow Crown: The Wars of the Roses) снимљена је 2016. Друга сезона екранизовала је историјске драме друге тетралогије: сва три дела Хенрија VI (у две епизоде) и Ричарда III, са Бенедиктом Камбербачом у улози Ричарда од Глостера (касније Ричарда III).